# 関東破門状 (1971年の映画)
『関東破門状』（かんとうはもんじょう）は、1971年7月3日に公開された日本映画。監督：小澤啓一。主演：渡哲也。製作：日活、配給：ダイニチ映配。カラー、シネマスコープ（2.35:1）、86分。
渡哲也主演の「関東シリーズ」第3作であり最終作である。前2作とストーリー上のつながりはない（渡は前作と同じ「寺田次郎」という名の人物を演じているが、設定が異なっている）。渡にとって最後に出演した日活製作作品である。
なお、1965年に公開された東映配給・鶴田浩二主演の同名映画とは無関係である。

## ストーリー
関東浜野組若衆頭で寺田組組長の寺田次郎は、叔父貴分である本家舎弟頭・岩井の非人道的な振る舞いに耐えかね、彼を暗殺する。寺田の身代わりとして組員の沢木が服役する。浜野組総長代理の長谷川は怒り、幹部会で寺田の破門を諮る投票を行ったが、寺田に同情した中桐組組長・中桐の反対によって議案は否決される。総長・浜野の裁定で、寺田組は解散させられ、寺田の身元は中桐組の預かりとなる。
幹部の面前でメンツをつぶされた長谷川は、中桐組の縄張りを奪おうと一計を案じる。折しも寺田組の元組員・紘二たちが、長谷川系の新興組織・共栄会との小競り合いを起こしたところだった。共栄会組長・神崎が中桐組に乗り込んで寺田に詫びを要求するが、神崎の狙いを見透かした中桐は一喝して追い返す。中桐は暇を持て余す紘二たちのために、スナックの店舗と資金を与える。沢木の妹・玲子が経営に加わる。
神崎は金融業者からスナック融資の債権を奪い取り、スナックを明け渡すよう寺田を脅迫する。共栄会の事務所に乗り込んだ寺田は拷問に耐え、借用証を取り返すが、寺田が手を出さなかったことに納得がいかない中桐組組員・タケシが事務所に飛び込み、返り討ちに遭って絶命する。さらに、共栄会の仕打ちに怒った紘二が共栄会組員を刺す。この事態を誘い、中桐組の責任問題に持ち込むことこそが長谷川の計略であり、「抗争を仲介する」という名目で中桐組の縄張りを共栄会にむりやり移してしまう。スナックは共栄会の組員達によって破壊される。
さらに長谷川は、中桐の詫びを成立させる条件として、関西方面から東方向に進出してきた新組織・西田会の壊滅のため、その組長の西田の暗殺を寺田に命じる。寺田は名古屋で行われた、地元組織・宮坂組と西田会との血縁の儀を襲撃するが、未遂に終わる。この際に中桐の側近・田村が帯同したことを長谷川がふたたび問題視し、中桐組を関東浜野組から破門してしまう。孤立した中桐は、長谷川の計略を知らない西田会が差し向けた刺客に消される。
一方で、寺田の襲撃から逃れた宮坂組組長・宮坂は浜野組の内情を汲み、消えた寺田・田村を探し出して、中桐組破門および、中桐の死を知らせる。怒りが爆発した寺田と田村は共栄会に乗り込んで組員たちを一網打尽にするが、田村が力尽きる。
単身東京に出向いた寺田は、長谷川を探し出して襲撃する。長谷川は映画館に逃げ込んだすえに追い詰められ、寺田のドスを浴びる。

## キャスト
順は作中のタイトルバックに、役名の一部は日活公式サイトに基づく。
- 寺田次郎：渡哲也
- 中桐徹（中桐組組長）：佐藤慶
- 沢木玲子：丘みつ子
- ミドリ（スナック店員・タケシの恋人）：夏純子
- 長谷川隆三（浜野組総長代理）：山本麟一
- 田村（中桐組代貸）：長谷川明男
- 絋二（寺田組元組員・スナックマスター）：郷鍈治
- タケシ（中桐組組員）：岡崎二朗
- 神崎（共栄会会長）：曽根晴美
- さとる（寺田組元組員）：武藤章生
- 白井（共栄会組員）：榎木兵衛
- 小池（共栄会組員）：天坊準
- 浜野吉太郎（浜野組総長）：佐々木孝丸

- 健（中桐組組員）：杉山俊夫
- 敏夫（寺田組元組員）：長浜鉄平
- 花岡（浜野組幹部・長谷川の側近）：河野弘
- 岩井剛（浜野組舎弟頭）：加原武門
- 骨董屋：宮原徳平
- 宮坂組組員：黒田剛
- 黒田（浜野組幹部・長谷川の側近）：久遠利三
- 宮坂組組員：高橋明
- 浜野組組員：晴海勇三、中平哲仟
- 共栄会組員：溝口拳
- 取持人：伊丹慶治
- 中桐組組員：沢美鶴
- 共栄会組員：熱海弘到、大前田武
- 中桐組組員：大浜詩郎、小見山玉樹
- 共栄会組員：谷口芳昭、佐藤了一、庄司三郎、大泉隆二
- 中桐組組員：清水国雄、青木敏夫
- 仲居：大谷木洋子
- 歌手：双美ケン

- 西田義一（西田会会長）：青木義朗
- 沢木（寺田組元組員）：藤竜也
- 宮坂武雄（宮坂組組長）：内田良平

## スタッフ
順（監督・技斗師除く）および職掌は作中のタイトルバックに基づく。
- 監督：小澤啓一
- 企画：園田郁毅
- 脚本：鴨井達比古
- 撮影：安藤庄平
- 照明：藤林甲
- 録音：福島信雅
- 美術：木村威夫
- 編集：井上親彌
- 助監督：藤井克彦
- 色彩計測：関寿之
- 現像：東洋現像所
- 製作担当者：安井英二
- 音楽：鏑木創
- 主題歌：渡哲也「関東流れ唄」（作詞：宮原和男 作曲：由樹俊一郎 テイチクレコード）
- 技斗：渡井嘉久雄

## 製作

### 撮影
杯事などのシーンは長野県の諏訪大社で、ラストの映画館でのアクションシーンは新宿区に当時あった日活系の封切り館「新宿日活オスカー」で撮影された。このほか、名古屋市でロケーション撮影が行われた。

### 興行
封切り時の同時上映作品は『喜劇 男の顔は人生よ』（監督：江崎実生 主演：初代三波伸介）。